# هايدن مورتون
هايدن مورتون (بالإنجليزية: Hayden Morton)‏ (2 مارس 1994 بأستراليا - ) هو لاعب كرة قدم أسترالي في مركز الدفاع. شارك مع منتخب أستراليا تحت 17 سنة لكرة القدم ومنتخب أستراليا تحت 20 سنة لكرة القدم. أما مع النوادي، فقد لعب مع سنترال كوست مارينرز وBlacktown Spartans FC ‏ وSutherland Sharks FC ‏.

## وصلات خارجية
- هايدن مورتون على موقع قاعدة بيانات كرة القدم.إي يو (الإنجليزية)